# Elena Poptodorova
Elena Poptodorova (în bulgară Елена Поптодорова; n. 31 august 1951, Sofia, Bulgaria) este o politiciană și diplomată bulgară, care a servit de două ori ca ambasador extraordinar și plenipotențiar al Bulgariei în Statele Unite.

## Tinerețe
Elena Poptodorova s-a născut la 31 august 1951 în Sofia. A obținut o diplomă de studii lingvistice și literare engleze și italiene de la Universitatea din Sofia (1974). 

## Ministerul Afacerilor Externe
Elena Poptodorova s-a alăturat Ministerului Afacerilor Externe în 1975 și a servit de la al treilea secretar la ministru-consilier în Secretariatul, Protocolul de Stat, Cabinetul Ministrului și Departamentul de Dezarmări al ONU până în 1990, când a fost aleasă în legislatura națională bulgară. 
Din 1987 până în 1990 a fost ministru-consilier la Ambasada Bulgariei de la Roma și consul general al Bulgariei în Republica San Marino. 
Înainte de numirea ei la Washington, ambasadoarea Elena Poptodorova a fost directoare al Direcției de Securitate Politică la Ministerul Afacerilor Externe, o funcție pe care a deținut-o pentru un an până la 1 august 2009. În perioada 2008 - 2009 a fost și ambasadorul pentru Marea Neagră la Ministerul Afacerilor Externe. Înainte de primul său mandat de ambasador al Bulgariei în SUA, a avut funcția de purtător de cuvânt al Ministerului Afacerilor Externe și director al Direcției pentru Drepturile Omului și Organizațiile Internaționale Umanitare. 
Din 2002 până în 2008, Poptodorova a fost ambasadorul Bulgariei în Statele Unite ale Americii, când Bulgaria a devenit membră a NATO și a UE. Ea a fost trimisă a doua oară în același post în 2010 și a rămas în funcție până în 16 mai 2016. 
Ambasadorul Poptodorova vorbește fluent limbile engleză, italiană, franceză, rusă și bulgară. 

## Cariera post-diplomatică
Este vicepreședinte al Asociației Tratatului Atlanticului și director al afacerilor euro-atlantice la Clubul Atlantic din Bulgaria.

## Membru al Parlamentului național
Poptodorova a avut o lungă carieră de politician chiar de la începutul schimbărilor din Bulgaria în 1989. A fost pentru prima dată aleasă în funcția de membru al Adunării Naționale a Bulgariei în cea de-a 7-a Adunare Constituantă pe lista Partidului Socialist Bulgar (PSB) în 1990 și a fost vorbitorul grupului parlamentar al PSB. A fost realesă în al 36-lea, al 37-lea și al 38-lea parlament național. A lucrat în comisiile pentru politică externă, securitate națională, radio și televiziune, drepturile omului, agricultură. Ea a fost vicepreședintele delegației bulgare la Uniunea Interparlamentară, membră a delegațiilor naționale la Adunarea Parlamentară a Consiliului Europei (APCE) și a comisiei parlamentare mixte „Bulgaria-Uniunea Europeană”. De asemenea, ea a ocupat postul de vicepreședinte al Forumului parlamentar inter-european pentru populație și dezvoltare (IEPFPD). 
La sfârșitul anilor 1990, Poptodorova s-a aflat printre membrii influenți ai Euro-stângii bulgare.

## Educație
Elena Poptodorova și-a obținut diplomele de licență și masterat la Universitatea St. Kliment Ohridski din Sofia în studii lingvistice și literare în limba engleză și în limba italiană, după care a urmat un curs postuniversitar de relații internaționale la Universitatea de Economie Națională și Mondială din Sofia. S-a specializat la Universitatea din Leeds, Marea Britanie și la Universitatea din Siena, Italia. 

## Afilieri
Ambasadorul Poptodorova este membru fondator și membru al consiliilor organelor neguvernamentale bulgare printre care Clubul Atlantic din Bulgaria; Centrul de Cercetări Regionale și Geopolitice sau Asociația bulgară de planificare familială și sănătate reproductivă pe care o prezidează în prezent. 
Din 1995 Elena Poptodorova este administrator al consiliului de administrație al Universității Americane din Bulgaria (American University in Bulgaria). Ea este, de asemenea, membră a Consiliului Executiv pentru Diplomație și Femei pentru Politica Externă a Femeilor din Washington. 
Ambasadorul Poptodorova este Doctor Honoris Causa al Colegiului particular catolic Assumption (cu sensul de Adormirea Maicii Domnului) din Worcester, Massachusetts. 

## Viață personală
În septembrie 2016, a fost numită șef al biroului central european al AJC - o poziție din care a demisionat la 1 martie 2017 din motive personale.
La 28 februarie 2017, unele instituții media din Bulgaria au răspândit vestea că Elena Poptodorova a fost reținută la aeroportul din Varșovia, pentru presupusul furt al unor produse cosmetice. Câteva ore mai târziu, aceleiași instituții de presă au relatat că ministerul bulgar de externe a declarat că nu a existat nicio reținere sau furt și a fost citată explicația lui Poptodorova că interacțiunea cu autoritățile a fost cauzată de o greșeală și a plătit o amendă pentru această eroare. Fostul ministru de Externe, Ivaylo Kalfin, a declarat că a observat că zeci de instituții media din Rusia au scris inițial despre acest caz și au subliniat, pe baza informațiilor publicate, că Poptodorova era diplomatul principal care a ajutat Bulgaria să adere la UE și NATO. Cazul a fost închis în octombrie 2018, când o instanță poloneză i-a acceptat scuzele și a amendat-o fără a o condamna.
Elena Poptodorova este căsătorită și are un fiu. 

## Vezi și
- Listă de bulgari